# Illa Weddell

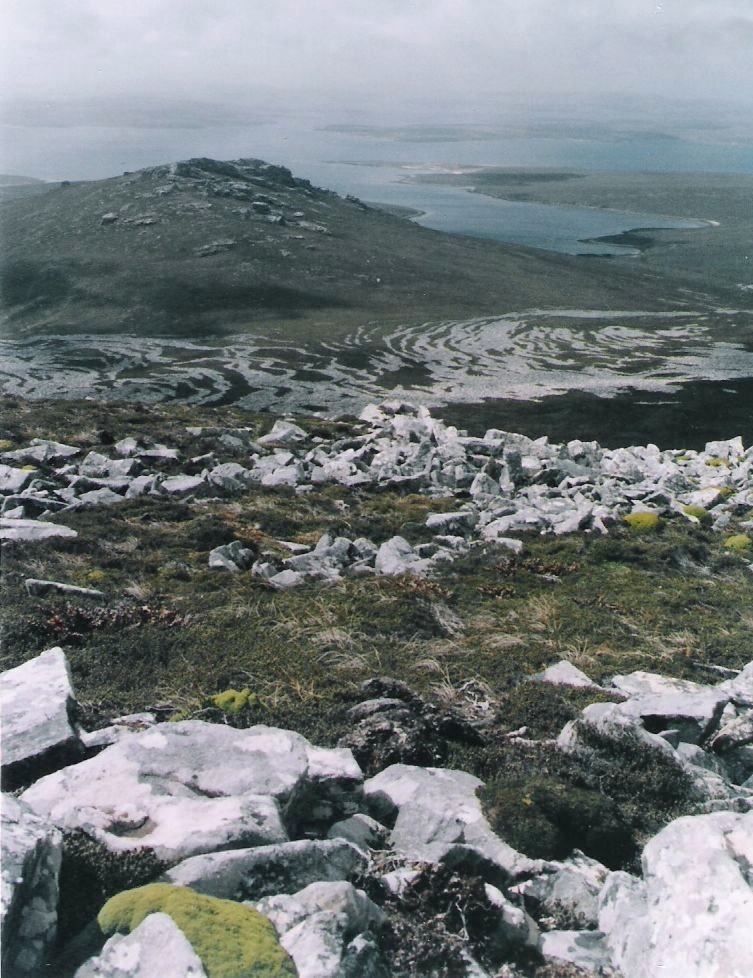
Paisatge de l'illa.

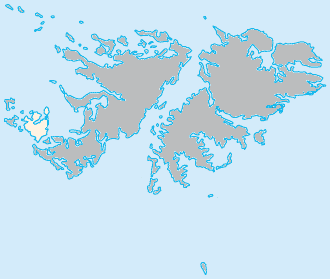
Posició dins de l'arxipèlag.

L'illa Weddell, anomenada San José en castellà, és la tercera illa més gran de l'arxipèlag de les illes Malvines.
Després de l'illa Soledad (6.605 km2) i la Gran Malvina (4.532 km2), l'illa Weddell, amb 266 km2, és la tercera en grandària de l'arxipèlag. Està situada a l'Oest de l'arxipèlag, només a 2 km de la Gran Malvina i a uns 500 km a l'est del continent, a la Patagònia argentina.
Antigament coneguda con "Swan Island" (l'illa dels cignes) adoptà el nom de l'aventurer britànic James Weddell que navegà per la zona la dècada del 1820. Weddell fou conegut pels seus viatges per l'oceà Antàrtic,
La població de l'illa es limita als responsables d'una granja d'ovelles. Però, en canvi, la fauna és molt interessant comptant-hi diverses espècies de pingüins i lleons marins així com la guineu grisa argentina, entre d'altres.